# 威爾·史密斯掌摑克里斯·洛克事件
2022年3月27日，在第94屆奧斯卡頒獎典禮上，演員威爾·史密斯走上舞台，在喜劇演員克里斯·洛克颁发最佳紀錄片獎时扇了他一巴掌。起因是洛克讲了关于史密斯妻子潔達·蘋姬·史密斯光头的笑话（由於斑禿，她从2021年起一直是光头形象）。史密斯回到座位上后，继续大声咒骂洛克，洛克在进行了简短回应后，仍然完成了颁奖。
那天晚上晚些時候，史密斯贏得了最佳男演員獎，並在他的獲獎感言中向美國电影艺术与科学学院和其他提名者道歉，但沒有向洛克道歉。
隔天，他透過社交媒體向洛克和奧斯卡學院道歉，並於4月1日辭去了他的奧斯卡學院會員資格，然而卻面臨可能的停職或開除，且從4月8日起被禁止參加學院活動10年。
由於美國聯邦審查法，美國的直播電視節目大多對這一事件進行了消音處理，然而，未經審查的國際鏡頭在社交媒體上瘋傳；澳大利亞廣播的一段摘錄成為發布後24小時內觀看次數最多的網路影片之一，而這一事件引起了全世界的關注，甚至超越了典禮的其餘部分。

## 外部連結
- TIME Magazine article about the incident and the debate surrounding it （页面存档备份，存于）